# Росситто, Фабио
Фабио Росситто (итал. Fabio Rossitto; род. 21 сентября 1971) — итальянский футболист, полузащитник. Участник чемпионата Европы 1996 в составе сборной Италии.

## Карьера
Росситто играл в ряде итальянских клубах и в одном иностранном. Фабио играл за «Удинезе», «Наполи», «Фиорентина», «Беерсхот» и «Венецию».
Он был частью итальянской молодёжной сборной, которая выиграла в 1994 году чемпионат Европы. Он играл девять раз за эту команду и все эти игры были проведены в 1994 году.
Он сыграл за сборную Италии в одном матче на чемпионате Европы 1996 года.